# Погорілий Сергій Дем'янович
Сергій Дем’янович Погорілий (нар. 7 грудня 1948, Горлівка Донецької області, Україна) – вчений-кібернетик, спеціаліст у галузі інформаційних технологій, доктор технічних наук, професор, лауреат Державної премії України в галузі науки і техніки (2018 р.), лауреат премії Ради Міністрів СРСР у галузі науки і техніки (1984 р.), професор кафедри Комп’ютерної інженерії Київського національного університету імені Тараса Шевченка. Автор понад 280 наукових праць.

## Біографія
В 1966 р. із відзнакою (золота медаль) закінчує середню школу № 55 м. Горлівки і вступає до Донецького політехнічного інституту (на цей час Донецький національний технічний університет, м. Покровськ, Україна) на електротехнічний факультет, спеціальність – математичні та лічильно-обчислювальні прилади і устаткування), який закінчує із відзнакою у 1971 р., здобувши кваліфікацію інженера-математика.
В 1972 р. вступає до аспірантури Інституту кібернетики НАН України (науковий керівник – член-кореспондент НАН України,  доктор фізико-математичних наук, професор К. Л.  Ющенко). В 1977 р. успішно захищає кандидатську дисертацію.
За рішенням керівництва Інституту кібернетики НАН України та Київського науково-дослідного Інституту радіовимірювальної апаратури ВО ім. С.П. Корольова в останньому в 1978 р. створюється науково-дослідний сектор системного програмного забезпечення,  який очолює С.Д. Погорілий. В 1984 р. цей підрозділ трансформується в науково-дослідний відділ системного та функціонального програмного забезпечення мікропроцесорних систем. Досвід науково-дослідних і проектно-конструкторських робіт в галузі створення програмного забезпечення мікропроцесорних систем було покладено в основу докторської дисертації  Погорілого С.Д., яку він успішно захистив у 1993 р. (науковий консультант – член-кореспондент НАН України, доктор технічних наук, професор Б.М. Малиновський).
В 1991 р. переходить на викладацьку роботу в Київський національний університет імені Тараса Шевченка (доцент, з 1995 р. професор, з 2012 р. по 2021 p.  – завідувач кафедри Комп’ютерної інженерії факультету радіофізики, електроніки та комп’ютерних систем цього університету).

## Область наукових досліджень
- Схематологія паралельних алгоритмів для суперкомп’ютерних обчислень та дослідження їх імплементацій при проведенні кластерних обчислень (ґрунтується на математичному апараті модифікованих систем алгоритмічних алгебр Глушкова та транзиційних систем).
- Застосування генетичних алгоритмів в високопродуктивних комп’ютерних системах.
- Архітектури гомогенних та гетерогенних кластерних систем (в т.ч. з графічними прискорювачами) і методи організації кластерних обчислень.
- Теоретичні засади та створення на їх основі методології побудови ІТ-інфраструктур та сервісів для інформаційних технологій, суперкомп’ютерних систем та програмно-алгоритмічних засобів їх трансформаційного проектування.

Список наукових праць С.Д. Погорілого включає 8 монографій в зазначених областях досліджень. На цей день керує роботою трьох аспірантів, під його науковим керівництвом захищено 6 кандидатських дисертацій. С.Д. Погорілий активно веде науково-організаційну діяльність: працює у складі експертної ради ВАК України з інформатики та приладобудування (зараз експертна рада ДАК МОН України); є заступником голови (технічні науки) вченої ради по захисту докторських дисертацій на факультеті комп’ютерних наук та кібернетики Київського національного університету імені Тараса Шевченка. Член редакційних колегій вітчизняних та міжнародних наукових журналів. Багаторазово брав участь у складі організаційних та програмних комітетів міжнародних наукових конференцій.

## Викладацька діяльність
Викладаються такі лекційні курси та  проводяться семінарські заняття зі спеціальності «Комп’ютерна інженерія»:
- «Дискретна математика».
- «Методологія проектування відкритих комп’ютерних систем».
- «Програмування для UNIX-платформ».
- «Програмне конструювання».
- «Інструментальні системи проектування програм».
- «Методи представлення результатів досліджень».
- «Актуальні проблеми обробки інформації в комп’ютерних системах» – для студентів факультету комп’ютерних наук та кібернетики Київського національного університету імені Тараса Шевченка.

Оснащення навчальних лабораторій новітніми апаратно-програмними платформами (IBM Server System 550 тощо) дозволило підняти викладання інформаційних технологій на сучасний світовий рівень.
За час викладацької роботи С.Д. Погорілим видано 4 підручники (з грифом МОН України) та 12 навчальних посібників (3 із них з грифом МОН України).
У складі науково-методичної комісії МОН України бере активну участь у створенні стандартів зі спеціальності «Комп’ютерна інженерія» всіх освітніх рівнів.

## Нагороди, премії
- Лауреат Державної премії України в галузі науки і техніки (2018 р.).
- Відзнака Вченої ради Київського національного університету імені Тараса Шевченка (2019 р.).
- Лауреат премії Ради Міністрів СРСР у галузі науки і техніки (1984 р.).